# District de Wenfeng
Le district de Wenfeng (文峰区 ; pinyin : Wénfēng Qū) est une subdivision administrative de la province du Henan en Chine. Il est placé sous la juridiction de la ville-préfecture d'Anyang.